# Chloridolum heyrovskyi
Chloridolum heyrovskyi är en skalbaggsart som beskrevs av Plavilstshikov 1933. Chloridolum heyrovskyi ingår i släktet Chloridolum och familjen långhorningar. Inga underarter finns listade i Catalogue of Life.